# تتیانا پترووا
تتیانا پترووا (انگلیسی: Tetiana Petrova؛ زادهٔ ۵ ژوئن ۱۹۹۳) اهل اوکراین است. پترووا با به دست آوردن مسابقات قهرمانی کشور در اسلوونی در فوریه ۲۰۱۴ شروع به رقابت کرد. در مسابقات جهانی ۲۰۱۷ در سیرا نوادا اسپانیا وی در مقام‌های مغول ۲۹ ام و در مقام دو نفر ۲۷ ام بود. در ۹ دسامبر ۲۰۱۷، او در جام جهانی اسکی آزاد FIS در روکا فنلاند برای اولین بار حضور یافت و در این رتبه ۴۱ قرار گرفت. از فوریه ۲۰۱۸، بهترین قهرمانی او در جام جهانی چهلم است.